# Grand Prix automobile d'Italie 1950
GP précédent GP suivant
Le Grand Prix automobile d'Italie 1950 (21° Gran Premio d'Italia), disputé le 3 septembre 1950 sur le circuit de Monza, est la septième épreuve du championnat du monde de Formule 1.

## Contexte avant le Grand Prix

### Le championnat du monde

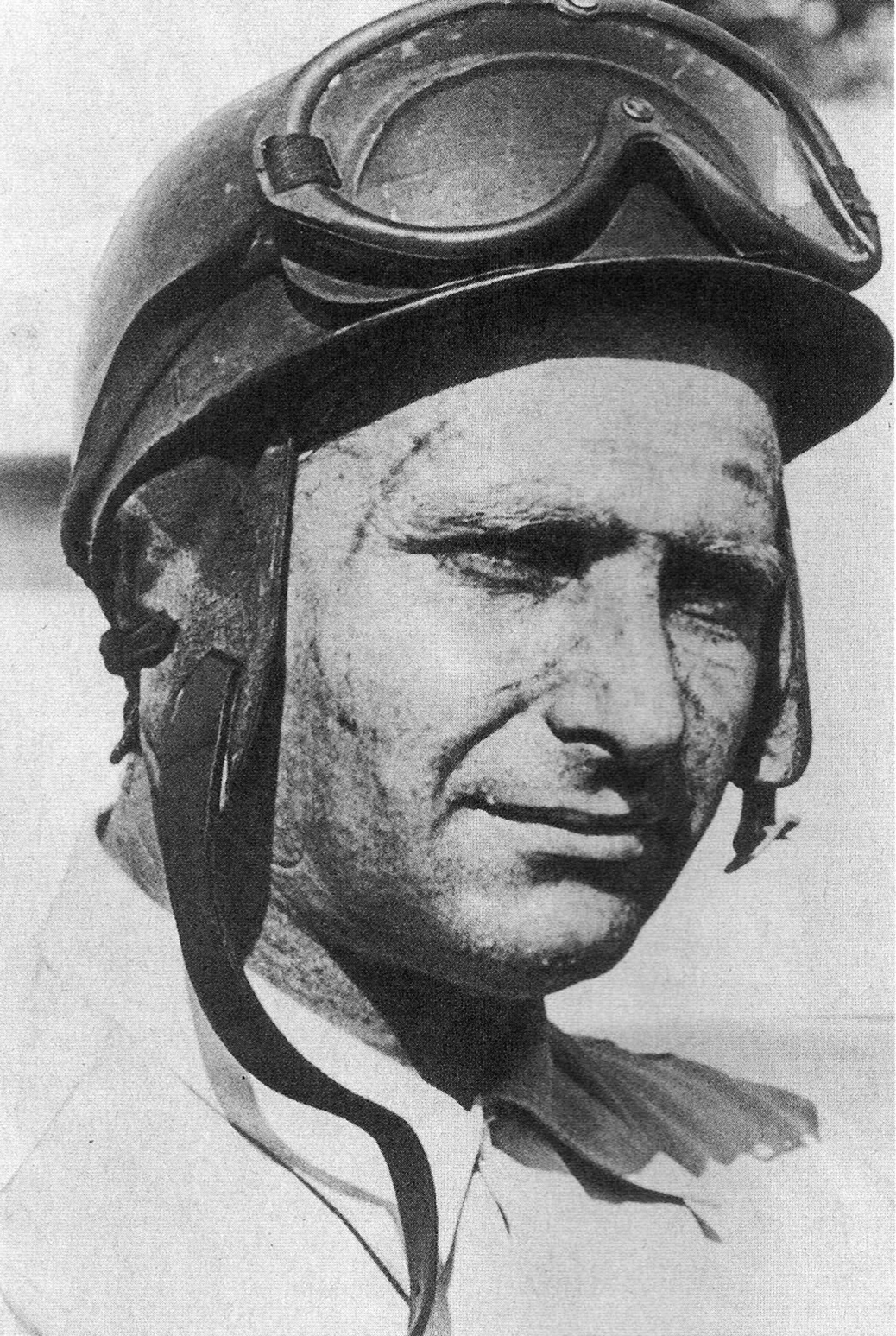
Le pilote argentin Juan Manuel Fangio, en tête du championnat avant la dernière épreuve.

Septième et dernière épreuve du championnat, ce Grand Prix se dispute deux mois après la précédente, le Grand Prix de France. Entre-temps se sont déroulées des épreuves hors championnat, comme le Grand Prix de Bari, le Grand Prix des Nations (à Genève) et le Grand Prix de Pescara dominés, à l'image de cette saison, par les Alfa Romeo 158, ainsi que le Grand Prix d'Albi et celui des Pays-Bas, tous deux remportés par la Talbot de Louis Rosier en l'absence des Alfetta.

Les trois pilotes Alfa Romeo peuvent prétendre au titre mondial. Fort de ses trois victoires, en tête avec vingt-six points, Juan Manuel Fangio est le mieux placé pour l'emporter : une seconde place à Monza lui suffit, voire une troisième s'il établit également le meilleur tour en course, quels que soient les résultats de ses coéquipiers. Giuseppe Farina, troisième du championnat avec vingt-deux points et deux victoires, peut également espérer le titre si Fangio connaît des soucis.
Les chances de Luigi Fagioli, actuel second avec vingt-quatre points (quatre secondes places), sont bien moindres : il ne compte aucune victoire, et seule une première place ici lui permettrait d'améliorer son total, les quatre meilleurs résultats étant retenus. Il doit donc à la fois l'emporter, établir le meilleur tour en course, que Fangio ne marque le moindre point et que Farina ne fasse mieux que troisième. Au vu des résultats récents des voitures milanaises, c'est fort peu probable, et la presse spécialisée s'accorde à dire que le titre va se jouer entre Fangio et Farina.

### Le circuit

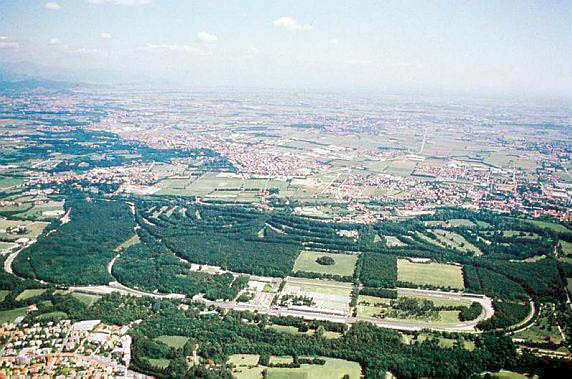
Vue aérienne de l'autodrome de Monza.

Utilisé pour la première fois à l'occasion du Grand Prix d'Italie 1922, l'autodrome de Monza fut très endommagé au cours de la seconde guerre mondiale. Totalement rénové en 1948, il développe 6,3 km et se caractérise par une piste très large (jusque vingt-quatre mètres devant les tribunes), de longues lignes droites et des courbes rapides, autorisant des moyennes élevées : 188,2 km/h réalisés en course par Consalvo Sanesi, sur Alfa Romeo, en 1948, actuel record du circuit.

## Monoplaces en lice
- Alfa Romeo 158 "Usine"

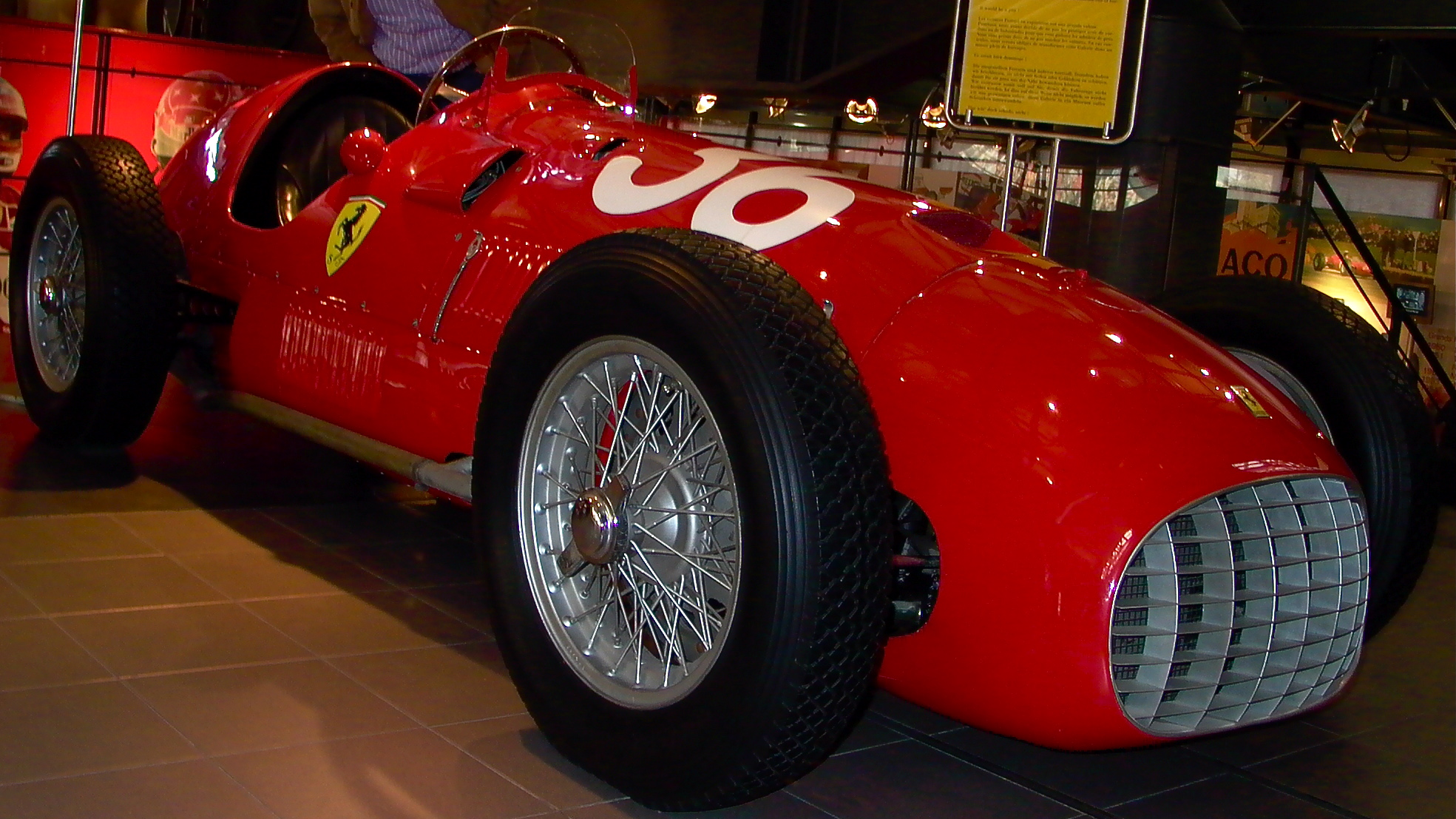
Première apparition en championnat du monde de Formule 1 pour la Ferrari 375 F1.

Pour son Grand Prix national, l'équipe milanaise a engagé cinq monoplaces : trois pour les pilotes titulaires Giuseppe Farina, Juan Manuel Fangio et Luigi Fagioli, auxquels sont adjoints Consalvo Sanesi, pilote essayeur de la marque, et Piero Taruffi. Beaucoup d'essais et de développements ont été effectués en préparation de cette course, Alfa Romeo craignant les performances de la nouvelle Ferrari, qui s'est montrée très menaçante lors du Grand Prix des Nations. Farina et Fangio bénéficient de la dernière évolution moteur, l'augmentation de la pression de suralimentation permettant d'atteindre une puissance de l'ordre de 375 chevaux.
- Ferrari 375 F1 "Usine"

La Scuderia Ferrari aligne ici sa nouvelle monoplace à moteur V12 atmosphérique, déjà vue à Genève au Grand Prix des Nations (hors championnat) en version 4,1 litres (modèle 340), désormais dans sa version 4,5 litres développant 330 chevaux. Deux voitures sont engagées pour Alberto Ascari et l'ancien motard Dorino Serafini, qui remplace Luigi Villoresi victime d'une sortie de route à Genève et souffrant de multiples fractures. La Scuderia souhaitait confier cette seconde voiture à Raymond Sommer, mais le pilote français étant déjà inscrit sur Talbot, les organisateurs ne l'ont pas permis. L'écurie avait également inscrit une 125 F1 pour Giovanni Bracco, mais cette voiture n'est pas présente. Aux côtés des pilotes "Usine", on retrouve Peter Whitehead sur sa 125 F1 privée, ainsi qu'une étonnante Ferrari à moteur six cylindres Jaguar sur châssis 166, engagée par Clemente Biondetti.
- Maserati 4CLT "Usine"

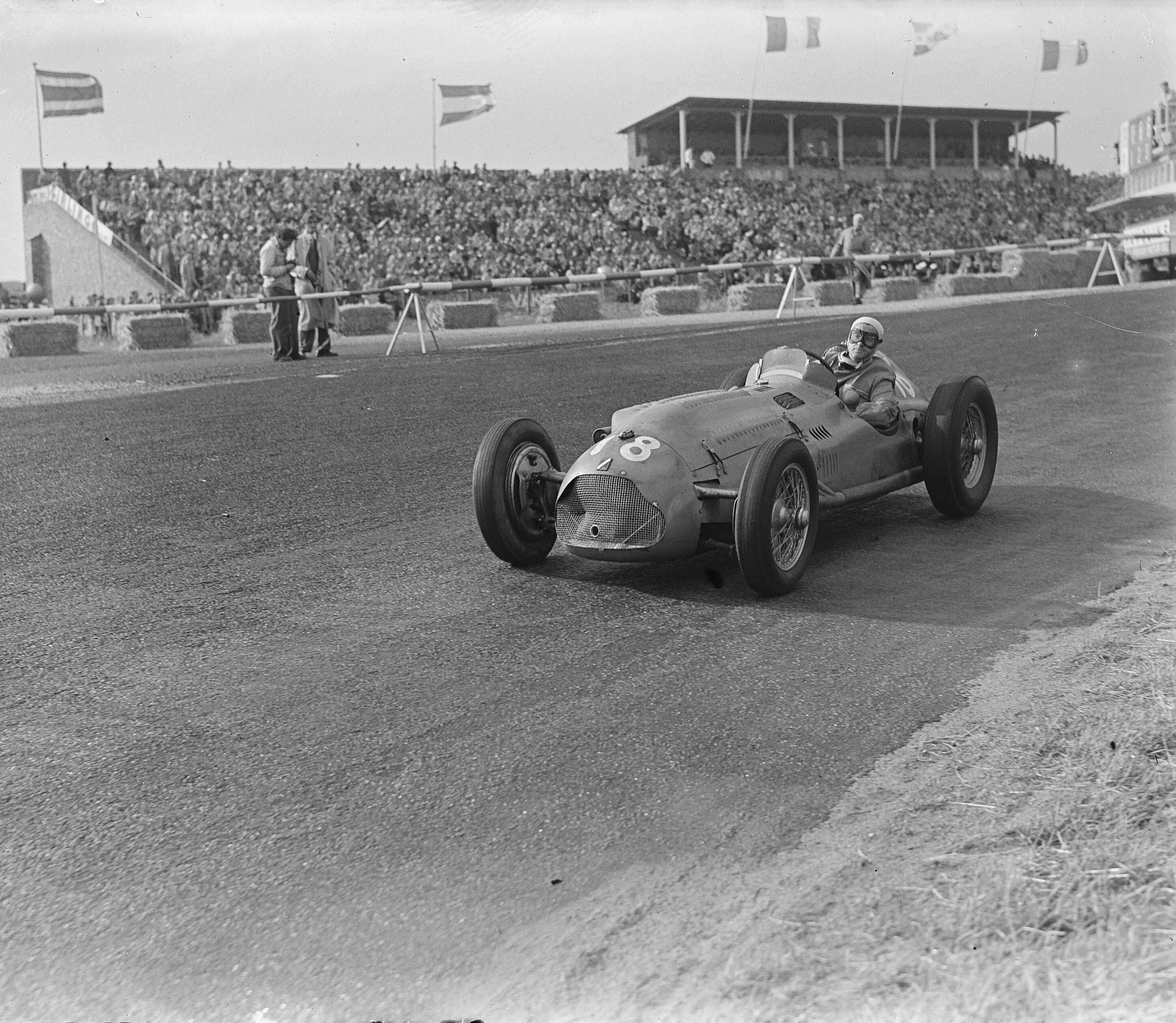
La Talbot-Lago T26C de Rosier (ici lors de sa victoire au dernier Grand Prix des Pays-Bas, hors championnat).

En plus des deux 4CLT/48 officielles de Louis Chiron et Franco Rol, la firme italienne est représentée par la Scuderia Milano, la Scuderia Ambrosiana, ainsi que par Enrico Platé qui aligne deux voitures pour Bira et Toulo de Graffenried. On trouve également le pilote allemand Paul Pietsch, qui effectue son retour en course au volant d'une Maserati-Milano.
- Simca-Gordini T15 "Usine"

Deux T15 (4 cylindres, 1 500 cm3, compresseur basse pression) ont été amenées par l'équipe Gordini, pour Maurice Trintignant et Robert Manzon. Pour l'anecdote, le "patron" (Amédée Gordini) ne peut assister à ce Grand Prix : alors qu'il se rend à Monza au volant de son coupé Simca Huit Sport (affûté par ses soins), il est victime d'un accident en tentant de doubler un camion par la droite; il faisait alors la course avec André Simon, qui se rendait également au circuit. Légèrement blessé, le Sorcier passe ce week-end à l'hôpital. C'est son fils Aldo qui dirige l'équipe.
- Talbot-Lago T26C

La marque de Suresnes ne participe pas officiellement à cette course, mais la marque est tout de même représentée par six pilotes privés, dont Louis Rosier et Raymond Sommer, auteurs de belles prestations cette saison. Enrico Platé avait initialement inscrit ses "Platé Spécial", d'antiques Talbot monoplaces 1500 modifiées, finalement absentes.
- ERA

Le pilote britannique Cuth Harrison a engagé son ERA Type B personnelle.

## Coureurs inscrits
| no | Pilote                  | Écurie                    | Constructeur  | Modèle                      | N° châssis | Moteur         | Pneumatiques |
| -- | ----------------------- | ------------------------- | ------------- | --------------------------- | ---------- | -------------- | ------------ |
| 2  | Johnny Claes            | Écurie Belge              | Talbot-Lago   | Talbot-Lago T26C            | 110 011    | Talbot L6      | D            |
| 4  | Franco Rol              | Officine Alfieri Maserati | Maserati      | Maserati 4CLT/48            | 1604       | Maserati L4s   | P            |
| 6  | Louis Chiron            | Officine Alfieri Maserati | Maserati      | Maserati 4CLT/48            | 1606       | Maserati L4s   | P            |
| 8  | Peter Whitehead         | Privé                     | Ferrari       | Ferrari 125                 | 10C        | Ferrari V12s   | D            |
| 10 | Giuseppe Farina         | Alfa Romeo SpA            | Alfa Romeo    | Alfa Romeo 158 (moteur 159) | 112        | Alfa Romeo L8s | P            |
| 12 | Raymond Sommer          | privé                     | Talbot-Lago   | Talbot-Lago T26C            | 110 009    | Talbot L6      | D            |
| 14 | Giovanni Bracco         | Scuderia Ferrari          | Ferrari       | Ferrari 125                 |            | Ferrari V12s   | P            |
| 16 | Alberto Ascari          | Scuderia Ferrari          | Ferrari       | Ferrari 375 F1              | 375/2      | Ferrari V12    | P            |
| 18 | Juan Manuel Fangio      | Alfa Romeo SpA            | Alfa Romeo    | Alfa Romeo 158 (moteur 159) | 111        | Alfa Romeo L8s | P            |
| 20 | Luigi De Filippis       | Privé                     | Maserati      | Maserati 4CLT/48            | 1601       | Maserati L4s   | P            |
| 22 | Clemente Biondetti      | Privé                     | Ferrari       | Ferrari 166S                | 22C        | Jaguar L6      | P            |
| 24 | Philippe Étancelin      | Privé                     | Talbot-Lago   | Talbot-Lago T26C-DA         | 110 008    | Talbot L6      | D            |
| 26 | Reg Parnell             | Scuderia Ambrosiana       | Maserati      | Maserati 4CLT/48            | 1596       | Maserati L4s   | D            |
| 28 | Paul Pietsch            | Privé                     | Maserati      | Maserati 4CLT/48            | 1612       | Maserati L4s   | D            |
| 30 | Prince Bira             | Enrico Platé              | Maserati      | Maserati 4CLT/48            | 1598       | Maserati L4s   | P            |
| 32 | Cuth Harrison           | Privé                     | ERA           | ERA C                       | R8C        | ERA L6s        | D            |
| 34 | Luigi Platé             | Enrico Platé              | Talbot        | Talbot Platé Special        |            | Talbot L8s     | D            |
| 36 | Luigi Fagioli           | Alfa Romeo SpA            | Alfa Romeo    | Alfa Romeo 158              | 110        | Alfa Romeo L8s | P            |
| 38 | Emmanuel de Graffenried | Enrico Platé              | Maserati      | Maserati 4CLT/48            | 1601       | Maserati L4s   | P            |
| 40 | Guy Mairesse            | Privé                     | Talbot-Lago   | Talbot-Lago T26C            | 110 002    | Talbot L6      | D            |
| 42 | Maurice Trintignant     | Equipe Gordini            | Simca-Gordini | Simca Gordini T15           | 22-GC      | Gordini L4s    | E            |
| 44 | Robert Manzon           | Equipe Gordini            | Simca-Gordini | Simca Gordini T15           | 14-GC      | Gordini L4s    | E            |
| 46 | Consalvo Sanesi         | SA Alfa Romeo             | Alfa Romeo    | Alfa Romeo 158              | 109        | Alfa Romeo L8s | P            |
| 48 | Dorino Serafini         | Scuderia Ferrari          | Ferrari       | Ferrari 375 F1              | 375/1      | Ferrari V12    | P            |
| 50 | David Murray            | Scuderia Ambrosiana       | Maserati      | Maserati 4CLT/48            | 1593       | Maserati L4s   | D            |
| 52 | Felice Bonetto          | Scuderia Milano           | Maserati      | Maserati Milano 4CLT/50     | Milan 01   | Maserati L4s   | P            |
| 54 | Piero Taruffi           | SA Alfa Romeo             | Alfa Romeo    | Alfa Romeo 158              | 114        | Alfa Romeo L8s | P            |
| 56 | Pierre Levegh           | Privé                     | Talbot-Lago   | Talbot-Lago T26C-DA         | 110 005    | Talbot L6      | D            |
| 58 | Louis Rosier            | Écurie Rosier             | Talbot-Lago   | Talbot-Lago T26C-DA         | 110 001    | Talbot L6      | D            |
| 62 | Gianfranco Comotti      | Scuderia Milano           | Maserati      | Maserati Milano 4CLT/50     | 1611       | Maserati L4s   | P            |
| 64 | Henri Louveau           | Écurie Rosier             | Talbot-Lago   | Talbot-Lago T26C-GS         | 110 055    | Talbot L6      | D            |
| 66 | Franco Bordoni          | Enrico Platé              | Talbot        | Talbot Platé Special        |            | Talbot L8s     | D            |

## Qualifications
Pour la première fois depuis 1946, la suprématie des Alfetta est remise en cause, avec les débuts de la nouvelle Ferrari 375 F1. Malgré les 375 chevaux dont il dispose, Juan Manuel Fangio a fort à faire pour rester devant Alberto Ascari qui réalise des temps similaires sur la dernière née de la Scuderia Ferrari. C'est d'ailleurs Ascari qui, le premier, descend sous la barre des deux minutes lors de la séance du vendredi. Après avoir beaucoup tourné, Fangio parvient à réaliser le meilleur temps en 1 min 58 s 6, devançant son adversaire de 2/10. Le lendemain, le pilote argentin améliore, tournant en 1 min 58 s 3, Ascari s'étant rapproché à 1/10 seulement. Ces deux pilotes ont largement dominé les essais, aucun autre n'est parvenu à tourner en moins de deux minutes. Les cinq Alfa Romeo et les deux Ferrari d'usine s'emparent des sept premières places sur la grille. Derrière les deux équipes favorites, c'est Raymond Sommer, sur sa Talbot personnelle, qui obtient la huitième position, à dix secondes tout de même du temps de Fangio. À noter la prestation plus qu'honorable des deux Simca-Gordini, qualifiées en troisième ligne malgré leur faible puissance.
| Pos. | no | Pilote                  | Écurie         | Temps        | Écart          |
| ---- | -- | ----------------------- | -------------- | ------------ | -------------- |
| 1    | 18 | Juan Manuel Fangio      | Alfa Romeo     | 1 min 58 s 3 | -              |
| 2    | 16 | Alberto Ascari          | Ferrari        | 1 min 58 s 4 | + 0 s 1        |
| 3    | 10 | Giuseppe Farina         | Alfa Romeo     | 2 min 00 s 1 | + 1 s 8        |
| 4    | 46 | Consalvo Sanesi         | Alfa Romeo     | 2 min 00 s 2 | + 1 s 9        |
| 5    | 36 | Luigi Fagioli           | Alfa Romeo     | 2 min 04 s 0 | + 5 s 7        |
| 6    | 48 | Dorino Serafini         | Ferrari        | 2 min 05 s 1 | + 6 s 8        |
| 7    | 54 | Piero Taruffi           | Alfa Romeo     | 2 min 05 s 4 | + 7 s 1        |
| 8    | 12 | Raymond Sommer          | Talbot-Lago    | 2 min 08 s 3 | + 10 s 0       |
| 9    | 4  | Franco Rol              | Maserati       | 2 min 10 s 0 | + 11 s 7       |
| 10   | 44 | Robert Manzon           | Simca-Gordini  | 2 min 12 s 2 | + 13 s 9       |
| 11   | 40 | Guy Mairesse            | Talbot-Lago    | 2 min 13 s 1 | + 14 s 8       |
| 12   | 42 | Maurice Trintignant     | Simca-Gordini  | 2 min 13 s 2 | + 14 s 9       |
| 13   | 58 | Louis Rosier            | Talbot-Lago    | 2 min 13 s 2 | + 14 s 9       |
| 14   | 64 | Henri Louveau           | Talbot-Lago    | 2 min 13 s 4 | + 15 s 1       |
| 15   | 30 | Prince Bira             | Maserati       | 2 min 14 s 0 | + 15 s 7       |
| 16   | 24 | Philippe Étancelin      | Talbot-Lago    | 2 min 14 s 2 | + 15 s 9       |
| 17   | 38 | Emmanuel de Graffenried | Maserati       | 2 min 14 s 4 | + 16 s 1       |
| 18   | 8  | Peter Whitehead         | Ferrari        | 2 min 16 s 1 | + 17 s 8       |
| 19   | 6  | Louis Chiron            | Maserati       | 2 min 17 s 1 | + 18 s 8       |
| 20   | 56 | Pierre Levegh           | Talbot-Lago    | 2 min 17 s 1 | + 18 s 8       |
| 21   | 32 | Cuth Harrison           | ERA            | 2 min 18 s 2 | + 19 s 9       |
| 22   | 2  | Johnny Claes            | Talbot-Lago    | 2 min 18 s 3 | + 20 s 0       |
| 23   | 52 | Felice Bonetto          | Maserati       | 2 min 19 s 4 | + 21 s 1       |
| 24   | 50 | David Murray            | Maserati       | 2 min 22 s 0 | + 23 s 7       |
| 25   | 22 | Clemente Biondetti      | Ferrari-Jaguar | 2 min 30 s 3 | + 32 s 0       |
| 26   | 62 | Gianfranco Comotti      | Maserati       | 2 min 33 s 3 | + 35 s 0       |
| 27   | 28 | Paul Pietsch            | Maserati       | 3 min 00 s 2 | + 1 min 01 s 9 |

## Grille de départ du Grand Prix

Les monoplaces sur la grille de départ du Grand Prix d'Italie 1950.

| 1re ligne | Pos. 1                                |  | Pos. 2                            |  | Pos. 3                            |  | Pos. 4                                 |
|           | Fangio Alfa Romeo 1 min 58 s 3        |  | Ascari Ferrari 1 min 58 s 4       |  | Farina Alfa Romeo 2 min 00 s 1    |  | Sanesi Alfa Romeo 2 min 00 s 2         |
| 2e ligne  | Pos. 5                                |  | Pos. 6                            |  | Pos. 7                            |  | Pos. 8                                 |
|           | Fagioli Alfa Romeo 2 min 04 s 0       |  | Serafini Ferrari 2 min 05 s 1     |  | Taruffi Alfa Romeo 2 min 05 s 4   |  | Sommer Talbot-Lago 2 min 08 s 3        |
| 3e ligne  | Pos. 9                                |  | Pos. 10                           |  | Pos. 11                           |  | Pos. 12                                |
|           | Rol Maserati 2 min 10 s 0             |  | Manzon Simca-Gordini 2 min 12 s 2 |  | Mairesse Talbot-Lago 2 min 13 s 1 |  | Trintignant Simca-Gordini 2 min 13 s 2 |
| 4e ligne  | Pos. 13                               |  | Pos. 14                           |  | Pos. 15                           |  | Pos. 16                                |
|           | Rosier Talbot-Lago 2 min 13 s 2       |  | Louveau Talbot-Lago 2 min 13 s 4  |  | Bira Maserati 2 min 14 s 0        |  | Étancelin Talbot-Lago 2 min 14 s 2     |
| 5e ligne  | Pos. 17                               |  | Pos. 18                           |  | Pos. 19                           |  | Pos. 20                                |
|           | De Graffenried Maserati 2 min 14 s 4  |  | P. Whitehead Ferrari 2 min 16 s 1 |  | Chiron Maserati 2 min 17 s 1      |  | Levegh Talbot-Lago 2 min 17 s 1        |
| 6e ligne  | Pos. 21                               |  | Pos. 22                           |  | Pos. 23                           |  | Pos. 24                                |
|           | Harrison ERA 2 min 18 s 2             |  | Claes Talbot-Lago 2 min 18 s 3    |  | Emplacement vide                  |  | Murray Maserati 2 min 22 s 0           |
| 7e ligne  | Pos. 25                               |  | Pos. 26                           |  |                                   |  | Pos. 27                                |
|           | Biondetti Ferrari-Jaguar 2 min 30 s 3 |  | Comotti Maserati 2 min 33 s 3     |  | Emplacement vide                  |  | Pietsch Maserati 3 min 00 s 2          |

- Une place en sixième ligne est restée vacante à la suite du forfait de Bonetto, sur Maserati, qualifié vingt-troisième.
- Qualifié vingt-septième et dernier, son coéquipier Paul Pietsch est présent sur la grille de départ, à droite sur la dernière ligne, laissant un emplacement vide à sa gauche. Moteur cassé, il ne pourra s'élancer.

## Déroulement de la course
Les Alfa Romeo vont devoir ravitailler deux fois, alors que les nouvelles Ferrari à moteur atmosphérique n'auront qu'un seul arrêt à effectuer, tout comme les Maserati. Les Talbot, quant à elles, ont une autonomie suffisante pour la distance de l'épreuve. Temps chaud et ensoleillé au départ, couvert par la suite. 70 000 spectateurs assistent à la course.
Le moteur de la Maserati de Paul Pietsch casse sur la grille de départ, le pilote allemand n'a pu parcourir le moindre mètre à l'occasion de son retour en Grand Prix. De la première ligne s'envolent les trois Alfa Romeo, Farina prenant immédiatement la tête devant Fangio et Sanesi, distançant légèrement la Ferrari d'Ascari, quatrième à l'abord de la Curva Grande. Mais le pilote milanais refait rapidement son retard, déborde Sanesi puis Fangio, et termine ce premier tour dans les roues de Farina. Pendant treize tours, Ascari tient le rythme du leader, avant de le déborder au quatorzième. Pour la première fois depuis 1946, l'Alfetta a trouvé une concurrente à sa hauteur. La Ferrari se maintient deux tours en tête avant de laisser repasser Farina, Ascari attendant sagement le ravitaillement de l'Alfa Romeo pour reprendre l'avantage. Derrière les deux hommes de tête, Fangio (qui à 189 km/h de moyenne lors du septième tour a battu le record officiel du circuit) se maintient prudemment troisième, position devant lui assurer le titre mondial.

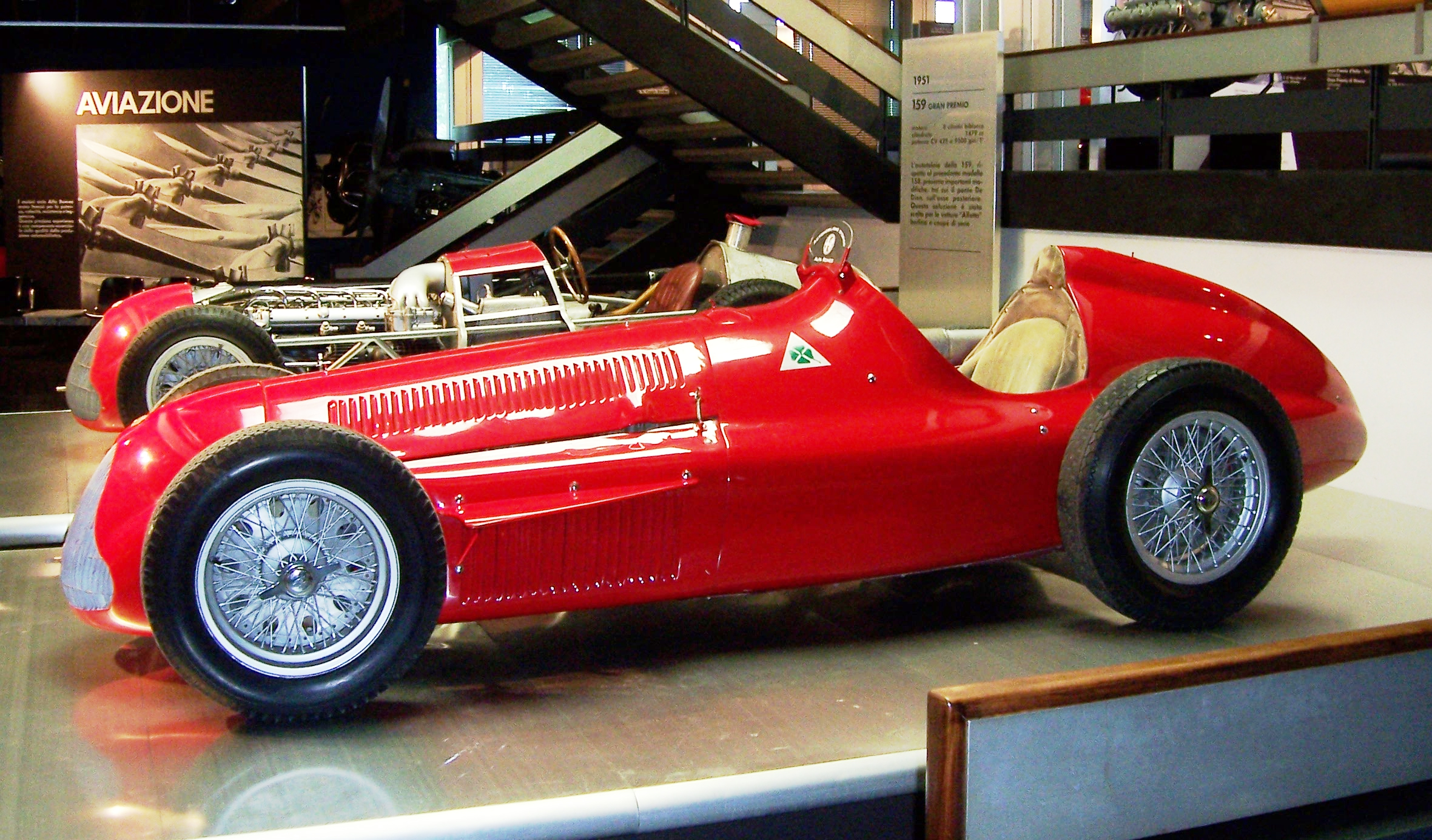
Giuseppe Farina enlève le premier championnat du monde de Formule 1 sur Alfa Romeo Alfetta.

Coup de théâtre au vingt-deuxième tour, lorsque Ascari doit abandonner sa voiture au bord de la piste, victime d'un bris de soupape. Fangio est désormais second, mais deux tours plus tard il doit également renoncer sur problème de boîte de vitesses. À cet instant le titre de champion du monde bascule sur les épaules de Farina, toujours en tête devant les deux autres Alfetta de Taruffi et Fagioli. Dépité, le pilote argentin rejoint son stand. Lorsque Taruffi s'arrête pour son premier ravitaillement, l'écurie milanaise propose alors à Fangio de repartir à sa place : il peut encore être titré s'il termine second derrière Farina et recordman du tour. C'est un geste chevaleresque de la part d'Alfa Romeo, qui fait passer l'intérêt sportif avant l'intérêt national de consacrer un pilote italien (d'ailleurs, à ce moment, une partie du public manifeste nettement son hostilité). Touché par la proposition de son équipe, Fangio repart et assure sa seconde place, jusqu'au trente-cinquième tour où il doit à nouveau abandonner, moteur cassé.
Dès lors, Farina, qui possède plus de deux minutes d'avance sur son coéquipier Fagioli et la Ferrari de Serafini, ralentit considérablement l'allure. Sommer et Étancelin, auteurs d'une course très régulière, sont désormais quatrième et cinquième sur leurs Talbot. Au quarante-huitième tour, Ascari reprend la voiture de Serafini, alors troisième, se lançant à la poursuite des deux Alfa Romeo. Retrouvant la seconde position lors du second ravitaillement de Fagioli, il effectue une belle fin de course, et conserve sa place jusque l'arrivée. Farina, vainqueur, est sacré champion du monde, le premier dans l'histoire de la formule 1. Victime de problèmes de boîte de vitesses au quarante-neuvième tour, Sommer n'est pas récompensé de sa belle performance, et c'est Rosier qui termine finalement quatrième, après avoir dépassé Étancelin, cinquième.

### Classements intermédiaires
Classements intermédiaires des monoplaces aux premier, dixième, quinzième, vingtième, vingt-cinquième, trentième, quarantième, cinquantième et soixantième tours.

### Classement de la course
| Pos. | no | Pilote                           | Voiture        | Tours | Distance   | Temps/Abandon                      | Grille | Points |
| ---- | -- | -------------------------------- | -------------- | ----- | ---------- | ---------------------------------- | ------ | ------ |
| 1    | 10 | Giuseppe Farina                  | Alfa Romeo     | 80    | 504,000 km | 2 h 51 min 17 s 4                  | 3      | 8      |
| 2    | 48 | Dorino Serafini Alberto Ascari   | Ferrari        | 80    | 504,000 km | 2 h 52 min 36 s 0 (+ 1 min 18 s 6) | 6      | 3      |
| 3    | 36 | Luigi Fagioli                    | Alfa Romeo     | 80    | 504,000 km | 2 h 52 min 53 s 0 (+ 1 min 52 s 6  | 5      | 4      |
| 4    | 58 | Louis Rosier                     | Talbot-Lago    | 75    | 472,500 km | 2 h 52 min 33 s 2 (+ 5 tours)      | 13     | 3      |
| 5    | 24 | Philippe Étancelin               | Talbot-Lago    | 75    | 472,500 km | 2 h 53 min 0 s 0 (+ 5 tours)       | 16     | 2      |
| 6    | 38 | Emmanuel de Graffenried          | Maserati       | 72    | 453,600 km | 2 h 51 min 53 s 2 (+ 8 tours)      | 17     |        |
| 7    | 8  | Peter Whitehead                  | Ferrari        | 72    | 472,500 km | 2 h 53 min 2 s 8 (+ 8 tours)       | 18     |        |
| Abd. | 50 | David Murray                     | Maserati       | 56    | 352,800 km | Boîte de vitesses                  | 24     |        |
| Abd. | 32 | Cuth Harrison                    | ERA            | 51    | 321,300 km | Radiateur                          | 21     |        |
| Abd. | 12 | Raymond Sommer                   | Talbot-Lago    | 48    | 302,400 km | Boîte de vitesses                  | 8      |        |
| Abd. | 40 | Guy Mairesse                     | Talbot-Lago    | 42    | 264,600 km | Durite d'huile                     | 11     |        |
| Abd. | 4  | Franco Rol                       | Maserati       | 39    | 245,700 km | Moteur                             | 9      |        |
| Abd. | 54 | Piero Taruffi Juan Manuel Fangio | Alfa Romeo     | 34    | 214,200 km | Moteur                             | 7      |        |
| Abd. | 56 | Pierre Levegh                    | Talbot-Lago    | 29    | 182,700 km | Boîte de vitesses                  | 20     |        |
| Abd. | 18 | Juan Manuel Fangio               | Alfa Romeo     | 23    | 144,900 km | Boîte de vitesses                  | 1      | 1      |
| Abd. | 2  | Johnny Claes                     | Talbot-Lago    | 22    | 138,600 km | Surchauffe moteur                  | 22     |        |
| Abd. | 16 | Alberto Ascari                   | Ferrari        | 21    | 132,300 km | Moteur                             | 2      |        |
| Abd. | 22 | Clemente Biondetti               | Ferrari-Jaguar | 17    | 107,100 km | Moteur                             | 25     |        |
| Abd. | 64 | Henri Louveau                    | Talbot-Lago    | 16    | 100,800 km | Freins                             | 16     |        |
| Abd. | 62 | Gianfranco Comotti               | Maserati       | 15    | 94,500 km  | Moteur                             | 26     |        |
| Abd. | 42 | Maurice Trintignant              | Simca-Gordini  | 13    | 81,900 km  | Durit d'eau                        | 12     |        |
| Abd. | 6  | Louis Chiron                     | Maserati       | 13    | 81,900 km  | Pression d'huile                   | 19     |        |
| Abd. | 46 | Consalvo Sanesi                  | Alfa Romeo     | 11    | 69,300 km  | Moteur                             | 4      |        |
| Abd. | 44 | Robert Manzon                    | Simca-Gordini  | 7     | 44,100 km  | Transmission                       | 10     |        |
| Abd. | 30 | Prince Bira                      | Maserati       | 1     | 6,300 km   | Moteur                             | 15     |        |
| Abd. | 28 | Paul Pietsch                     | Maserati       | 0     | 0,000 km   | Moteur                             | 27     |        |
| Abd. | 52 | Felice Bonetto                   | Maserati       | 0     | 0,000 km   | Non partant                        | 23     |        |

Légende :
- Abd. = Abandon
- Np = Non partant

### Pole position et record du tour
- Pole position :  Juan Manuel Fangio en 1 min 58 s 3 (vitesse moyenne : 191,716 km/h). Temps réalisé lors de la dernière journée d'essais.

(De nombreuses sources écrites, principalement anglaises, mentionnent un temps de 1 min 58 s 6 pour la pole position, occultant les améliorations réalisées par Fangio et Ascari lors de la dernière séance d'essais.)
- Meilleur tour en course :  Juan Manuel Fangio en 2 min 0 s 0 (vitesse moyenne :189,000 km/h) au septième tour.

### Tours en tête
- Giuseppe Farina : 78 tours (1-13 / 16-80)
- Alberto Ascari : 2 tours (14-15)

## Classement final du championnat
| Pos. | Pilote                | Écurie        | Points  | GBR | MON | 500 | SUI | BEL | FRA | ITA |
| ---- | --------------------- | ------------- | ------- | --- | --- | --- | --- | --- | --- | --- |
| 1    | Giuseppe Farina       | Alfa Romeo    | 30      | 9*  | -   | -   | 9*  | 4*  | -   | 8   |
| 2    | Juan Manuel Fangio    | Alfa Romeo    | 27      | -   | 9*  | -   | -   | 8   | 9*  | 1*  |
| 3    | Luigi Fagioli         | Alfa Romeo    | 24 (28) | 6   | -   | -   | 6   | 6   | 6   | (4) |
| 4    | Louis Rosier          | Talbot-Lago   | 13      | 2   | -   | -   | 4   | 4   | -   | 3   |
| 5    | Alberto Ascari        | Ferrari       | 11      | -   | 6   | -   | -   | 2   | -   | 3   |
| 6    | Johnnie Parsons       | Kurtis Kraft  | 9       | -   | -   | 9*  | -   | -   | -   | -   |
| 7    | Bill Holland          | Deidt         | 6       | -   | -   | 6   | -   | -   | -   | -   |
| 8    | Prince Bira           | Maserati      | 5       | -   | 2   | -   | 3   | -   | -   | -   |
| 9    | Reg Parnell           | Alfa Romeo    | 4       | 4   | -   | -   | -   | -   | -   | -   |
|      | Louis Chiron          | Maserati      | 4       | -   | 4   | -   | -   | -   | -   | -   |
|      | Mauri Rose            | Deidt         | 4       | -   | -   | 4   | -   | -   | -   | -   |
|      | Peter Whitehead       | Ferrari       | 4       | -   | -   | -   | -   | -   | 4   | -   |
| 13   | Dorino Serafini       | Ferrari       | 3       | -   | -   | -   | -   | -   | -   | 3   |
|      | Yves Giraud-Cabantous | Talbot-Lago   | 3       | 3   | -   | -   | -   | -   | -   | -   |
|      | Raymond Sommer        | Ferrari       | 3       | -   | 3   | -   | -   | -   | -   | -   |
|      | Cecil Green           | Kurtis Kraft  | 3       | -   | -   | 3   | -   | -   | -   | -   |
|      | Robert Manzon         | Simca-Gordini | 3       | -   | -   | -   | -   | -   | 3   | -   |
|      | Philippe Étancelin    | Talbot-Lago   | 3       | -   | -   | -   | -   | -   | 1   | 2   |
| 19   | Felice Bonetto        | Maserati      | 2       | -   | -   | -   | 2   | -   | -   | -   |
| 20   | Joie Chitwood         | Kurtis Kraft  | 1       | -   | -   | 1   | -   | -   | -   | -   |
|      | Tony Bettenhausen     | Kurtis Kraft  | 1       | -   | -   | 1   | -   | -   | -   | -   |
|      | Eugène Chaboud        | Talbot-Lago   | 1       | -   | -   | -   | -   | -   | 1   | -   |

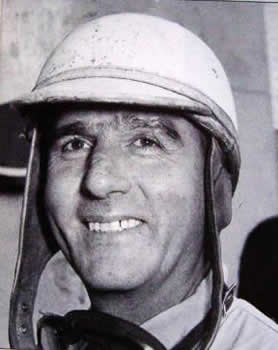
Giuseppa Farina, premier champion du monde de Formule 1.

- attribution des points : 8, 6, 4, 3, 2 respectivement aux cinq premiers de chaque épreuve et 1 point supplémentaire pour le pilote ayant accompli le meilleur tour en course (signalé par un astérisque)
- Seuls les quatre meilleurs résultats sont comptabilisés. Luigi Fagioli doit donc décompter les quatre points acquis en Italie, totalisant vingt-quatre points effectifs pour vingt-huit points marqués.
- Le règlement permet aux pilotes de se relayer sur une même voiture, les points éventuellement acquis étant alors partagés. Joie Chitwood et Tony Bettenhausen marquent chacun un point pour leur cinquième place à Indianapolis, Philippe Étancelin et Eugène Chaboud marquent chacun un point pour leur cinquième place en France, Dorino Serafini et Alberto Ascari marquent chacun trois points pour leur deuxième place en Italie.

## À noter
- 3e victoire en championnat du monde pour Giuseppe Farina.
- 6e victoire en championnat du monde pour Alfa Romeo en tant que constructeur.
- 6e victoire en championnat du monde pour Alfa Romeo en tant que motoriste.
- À l'issue de cette course, Giuseppe Farina est Champion du Monde des pilotes.

- Voitures copilotées :
  - Voiture #48 : Dorino Serafini (47 tours) puis Alberto Ascari (33 tours). Ils se partagent les 6 points de la 2e place.
  - Voiture #54 : Piero Taruffi (25 tours) puis Juan Manuel Fangio (9 tours)